# NGC 7348
NGC 7348 (również PGC 69463 lub UGC 12142) – galaktyka spiralna z poprzeczką (SBc), znajdująca się w gwiazdozbiorze Pegaza. Odkrył ją Albert Marth 7 sierpnia 1864 roku.